# آنتون وبرن

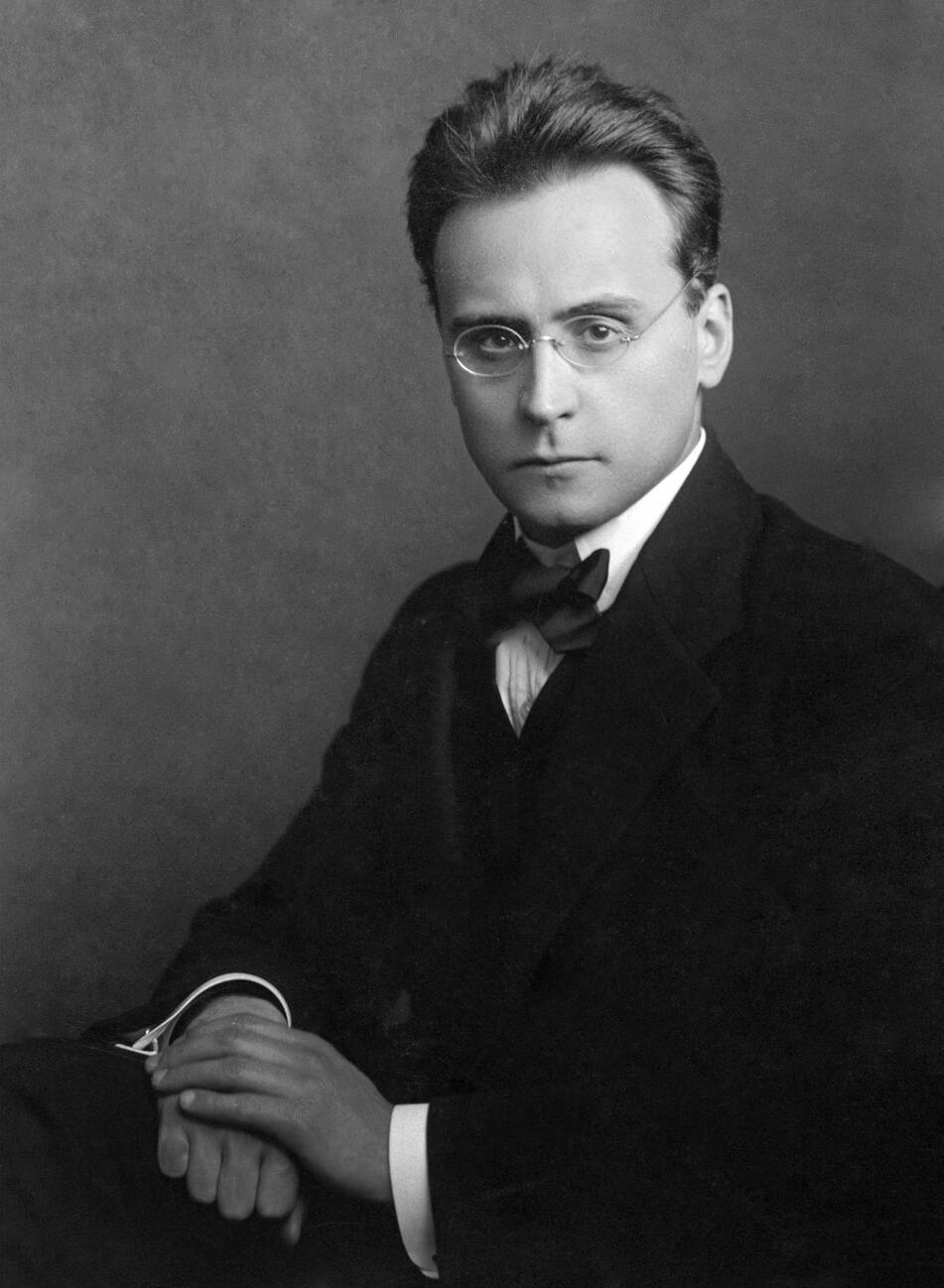
آنتون وِبِرن، اکتبر ۱۹۱۲

آنتون وِبِرن (به آلمانی: Anton Webern) آهنگساز اتریشی در ۳ دسامبر ۱۸۸۳ در وین به دنیا آمد و در ۱۵ سپتامبر ۱۹۴۵ در میترسیل درگذشت. او به همراه آلبان برگ از شاگردان آرنولد شونبرگ و از آهنگسازان متعلق به دومین مکتب موسیقی وین بود.

## زندگی
آنتون در خانواده‌ای نجیب‌زاده به دنیا آمد. سالهای نخستین زندگی را در وین، گراتس و کلاگنفورت سپری کرد. در ۱۹۰۲ برای آموختن فلسفه و موسیقی‌شناسی در دانشگاه وین نام‌نویسی کرد و در سال ۱۹۰۶ با مدرک دکترا از این دانشگاه فارغ‌التحصیل شد. همزمان او به آهنگسازی نیز می‌پرداخت. در ۱۹۰۴ با آرنولد شونبرگ استاد خود آشنا می‌گردد و تا پایان عمر به نظریه‌های او وفادار باقی می‌ماند، همکاری میان آن دو و آلبان برگ که بعداً به آنها می‌پیوندد منجر به پیدایش مکتب دوم وین می‌شود پس از پایان نخستین جنگ جهانی، وبرن به رهبری ارکستر می‌پردازد و از جمله رهبری ارکستر رادیو وین را بر عهده می‌گیرد و برای اجرای کنسرت به کشورهای گوناگون اروپایی سفر می‌کند، همچنین آثارش دو بار در سالهای ۱۹۲۳ و ۱۹۳۳ جایزه شهر وین را به خود اختصاص می‌دهد.
با اوج گیری نازیسم و اشغال اتریش توسط رایش سوم زندگی وبرن به شدت دستخوش دگرگونی می‌شود، موسیقی اش در دسته «هنر فاسد» قرار می‌گیرد، شونبرگ به آمریکا کوچ می‌کند، آلبان برگ در سال ۱۹۳۵ می‌میرد و سمت هایش یکی پس از دیگری از او گرفته می‌شود. او در حالیکه در پایان جنگ به یکی از شهرهای کوچک اتریش پناه برده بود در ۱۵ سپتامبر ۱۹۴۵ در حالیکه برای کشیدن سیگار از خانه خارج شده بود به ضرب گلوله یک سرباز آمریکایی از پای در می‌آید.

## مرگ
تا سال‌ها پس از مرگ وبرن چگونگی حادثه مرگ او کم و بیش در پرده‌ای از ابهام قرار داشت. سال‌ها بعد هانس مولدنهاور، پژوهشگر موسیقی آلمانی که به ایالات متحده مهاجرت کرده بود با همراهی همسرش روزالین عزم تهیه زندگی‌نامه دقیق وبرن را کرد.
تحقیقات آن‌ها از منابع گوناگون و مراجعه به ارتش آمریکا غبار از صندوق اسرارآمیز واقعه پانزدهم سپتامبر زدود و ابهامات را روشن کرد. زندگینامه در ۱۹۸۷ در نیویورک منتشر شد: در پانزدهم سپتامبر واپسین سال جنگ به آهنگساز بزرگ سه بار شلیک شده بود.
در روزهای پایانی جنگ وبرن با این تصور که وین دیگر آن چنان برای ماندن امن نیست به شهر کوچک میترسیل در زالسبورگ نقل مکان کرد. با پایان یافتن جنگ نیروهای متفقین خاک اتریش را به تصرف خود درآورده بودند و سربازان متفقین در هر گوشه کشور دیده می‌شدند.
وضعیت ویژه حکومت نظامی و منع رفت‌وآمد در بیش‌تر نقاط کشور، هرچند دیگر عادی شده بود اما فضا را بسیار حساس کرده بود.
در پانزدهم سپتامبر ۱۹۴۵ در حالی که حدود دو هفته از اعلام رسمی خاتمه جنگ گذشته بود، وبرن شام را در خانه دخترش صرف کرد و بعد از شام در حالی که اعضای خانه در خواب بودند بدون سروصدا قصد خروج از خانه را کرد تا سیگاری بکشد.
گفته می‌شود همان زمان یک گروه از سربازان آمریکایی به دنبال دستگیری داماد وبرن، بنو ماتل آمده بودند. بنو به دلیل تجارت سیاه و غیرقانونی تحت پیگرد قرار گرفته بود.
روشن نیست در آن شب شوم نیمه سپتامبر پای وبرن ناخواسته به این معرکه باز شد یا تنها به دلیل حضورش در خیابان و نقض حکم منع رفت‌وآمد ناشی از حکومت نظامی، سرجوخه آمریکایی، ریموند نوروود بل، سه بار به سوی او شلیک کرد و آهنگساز بزرگ از پا درآمد.
ریموند بل که اهل کارولینای شمالی بود از زمانی که فهمید به چه کسی شلیک کرده‌است، هرگز خودش را نبخشید و رنج و عذاب وجدان همدم همیشگی‌اش شد. دست از سرزنش خودش برنمی‌داشت و برای تسکین آلامش به می‌گساری بی‌حد و اندازه پرداخت.
اعضای خانواده‌اش نقل کرده‌اند که او با رنج می‌نالید که آهنگساز افسانه‌ای مکتب دوم وین را من کشته‌ام و برای این صدمه خودش را نمی‌توانست ببخشد. کابوس این حادثه ریموند بل را رها نکرد و الکل آهسته آهسته او را از پا درآورد. ده سال پس از مرگ وبرن، ریموند بل درگذشت.
دقت فوق‌العاده و روابط بسیار پیچیده ریاضی در آثار وبرن در بحبوحه پریشانی‌های افکار عمومی ناشی از صدمات جنگ باعث شد تا شایعات اعجاب‌آوری دربارهٔ وبرن بر سر زبان‌ها بیفتد
از شایعات کوچک دربارهٔ این که روح آهنگساز انتقام خون او را از قاتلش خواهد گرفت تا اتهامات بزرگ‌تر نظیر جاسوسی توسط وبرن و تبادل رمزآمیز اطلاعات در زمان جنگ با کدهای ویژه در پارتیتورهای آثارش. آثاری که آن چنان پیچیده می‌نمود که مفسرین را اغوا می‌کرد و تحلیل‌گران در آینه آن هزار نقش می‌دیدند و مرگ غیرعادی وبرن آن را دامن می‌زد.
به هر رو مرگ وبرن هرچند تراژیک و تأسف‌بار اما فرصت حیات او و آنچه به جهان موسیقی اضافه کرد آن چنان غنی و نغز است که می‌توان موهبتش خواند و از این چشمه بسیار نوشید و آموخت. الماس‌های خوش‌تراش وبرن هنوز می‌درخشند و هنوز چشم‌ها را خیره می‌کنند.

## اتهامات
او سالها بعد از مرگش در ۱۹۸۳ توسط یکی از مأمورین CIA متهم به جاسوسی شد.
طبق گفته او قطعات وبرن با هنرمندی تمام و زیرکی او از روابط ریاضی پیچیده به دست می‌آمد و به عنوان موسیقی دوازده آوایی نواخته می‌شد.
مأمور CIA به خبرنگاران ثابت کرد که یکی از قطعات مشهور او از روابط پیچیدهٔ ریاضی می‌آید که با تشریح هر قسمت آن سرانجام به چگونگی آزاد شدن نوترون‌های ایزوتوپ‌های ۲۳۵ و ۲۳۸ اورانیوم رسید!
او این اطلاعات را توسط ساز خریداری شده توسط او از ادوارد تلر به کلاوس فوکس (بزرگترین جاسوس تاریخ دنیا) می‌رساند و به این صورت کار فوکس را تکمیل می‌کرد!

## برخی از آثار
- پاساکالیا برای ارکستر
- چندین اثر آوازی در فرم «لید»
- چهارنوازی و سه نوازی‌هایی برای سازهای زهی
- چهار قطعه برای ویلن و پیانو
- کنسرتو برای فلوت، ابوا، کلارینت، هورن، ترومپت، ویلن، ویولا و پیانو

## شنیدن آثار
- youtube
- موسیقی معاصر بایگانی‌شده  در ۱۸ ژوئیه ۲۰۱۱ توسط Wayback Machine